# The Rose and the Yew Tree
The Rose and the Yew Tree (O Conflito no Brasil) é um romance escrito por Agatha Christie e publicado pela primeira vez no Reino Unido pela William Heinemann Ltd em novembro de 1948 e nos EUA pela Farrar & Rinehart mais tarde no mesmo ano. É o quarto de seis romances de Agatha Christie, publicado sob o pseudônimo de Mary Westmacott .

## Enredo
Hugh Norreys, é um auto-descrito "aleijado", ele observa do seu pequeno sofá John Gabriel concorrer para o parlamento na pequena cidade de St. Loo. Com o seu status de inválido, Hugh parece incentivar seus visitantes a revelar seus segredos e emoções. Hugh é mistificado por Gabriel, um homem feio que, no entanto, é atraente para as mulheres. Ele também está intrigado com Isabella, uma jovem mulher bonita do castelo que fica na estrada. Então, Hugh e toda população de St. Loo ficam chocados quando, pouco depois de Gabriel ganhar a eleição, ele e Isabella fugirem juntos e Gabriel renunciar como um membro do parlamento.
O romance explora amor, cuidar dos outros, e uma tragédia gótica de uma mulher e homens que a amam.